# Matheus Ceará
Matheus Lourenço de Souza Martone, mais conhecido como Matheus Ceará (Fortaleza, 18 de maio de 1984), é um humorista, ator e redator brasileiro. Fez parte do elenco principal de A Praça é Nossa no SBT de 2012 a 2024. Atualmente encontra-se sem emissora.

## Biografia
Nascido em Fortaleza, no Ceará, Matheus Martone mudou-se com a família, aos oito anos de idade, para a cidade de Itobi, no interior de São Paulo.
Ali iniciou a sua carreira artística, com a realização do primeiro show, “A Boca do Riso”, aos 14 anos. Ceará era o seu apelido de infância e o personagem do matuto que vê as desgraças do dia-a-dia com humor surgiu devido à vergonha que o artista tinha de subir ao palco de cara limpa.

## Carreira
Em 2006, Matheus estrela o show “Sorrir é Arte, Chorar de Rir faz Parte”, no qual apresenta ao público outros de seus personagens, tais como o bêbado Chico Manguaça e a drag queen Rose Pink. Em 2008, Matheus Ceará participa do 5o. Festival de Piadas do Show do Tom, exibido pela Rede Record, e é um dos finalistas do concurso. Porém, desponta de fato para o cenário nacional em 2010, ao ser vencedor de outro concurso da mesma emissora, “O mais novo humorista do Brasil”, no dominical Tudo é Possível de Ana Hickmann, e ao conquistar o primeiro lugar do “Quem chega lá”, quadro do programa Domingão do Faustão, na Rede Globo.
Em 2012, Matheus Ceará entra para o elenco fixo do humorístico A Praça É Nossa, no SBT, onde ficou até fevereiro de 2024. Também fez parte do programa Algazarra, da Educadora FM de Campinas.

## Vida Pessoal
Em novembro de 2017, Matheus se casou com sua namorada chamada Bianca. A cerimônia de casamento aconteceu no Programa Eliana.
Em 15 de maio de 2018, nasceu a primeira filha de Matheus Ceará com Bianca uma menina chamada Ivy.

## Filmografia

### Televisão
| Ano         | Título                          | Programa                       | Emissora    | Cargo/Notas           |
| ----------- | ------------------------------- | ------------------------------ | ----------- | --------------------- |
| 2008        | 5o. Festival de Piadas          | Quadro do: Show do Tom         | Rede Record | Participante          |
| 2010        | O mais novo humorista do Brasil | Quadro do: Tudo é Possível     | Rede Record | Participante Vencedor |
| 2010        | Quem chega lá                   | Quadro do: Domingão do Faustão | Rede Globo  | Participante Vencedor |
| 2012 - 2024 | A Praça É Nossa                 |                                | SBT         | Elenco Principal      |
| 2017        | Bake Off SBT                    |                                | SBT         | Participante          |
| 2018        | Tá Certo?                       |                                | TV Cultura  | Convidado Especial    |
| 2018        | Dez ou Mil                      | Quadro do:Programa do Ratinho  | SBT         | Jurado                |
| 2019        | Bake Off SBT 3                  |                                | SBT         | Participante          |
| 2020        | Sabor da Gente                  |                                | TV Jornal   | Apresentador          |
| 2020        | Tá Puxado                       |                                | TV Jornal   | Sitcom                |
| 2024        | Cazalbé, O Herdeiro da Graça    |                                | +SBT        | Série documental      |

| Ano  | Título                                    | Personagem | Nota             |
| ---- | ----------------------------------------- | ---------- | ---------------- |
| 2016 | Matheus Ceará: Inédito Pra Quem Nunca Viu | Ele mesmo  | Show de Stand-up |
| 2022 | Juntos e Enrolados                        | Zé         |                  |
| 2024 | Partiu América                            | Matheus    |                  |

### Internet
| Ano           | Título        | Cargo        | Plataforma |
| ------------- | ------------- | ------------ | ---------- |
| 2013-presente | Matheus Ceará | Apresentador | YouTube    |